# الجفارة (القويعية)
الجفارة، هي قرية من فئة (ب) تقع في محافظة القويعية، والتابعة لمنطقة الرياض في السعودية. وتبعد الجفارة عن محافظة القويعية بمسافة تقارب (10) كم.